# Kokona
Kokona es una localidad del estado de Nasarawa, en Nigeria, con una población estimada en marzo de 2016 de 146 500 habitantes.
Se encuentra ubicada en el centro del país, cerca de la orilla del río Níger y del río Benue.